# Family office
 (juillet 2024).
Si vous disposez d'ouvrages ou d'articles de référence ou si vous connaissez des sites web de qualité traitant du thème abordé ici, merci de compléter l'article en donnant les références utiles à sa vérifiabilité et en les liant à la section « Notes et références ».
 (juillet 2024).

Un family office, francisé en bureau de gestion de patrimoine ou gestionnaire de grande fortune, est une organisation privée destinée :
- à détenir et contrôler le patrimoine d'une famille (single family office)
- à superviser et contrôler le patrimoine de plusieurs familles (multi family office).

## Usage

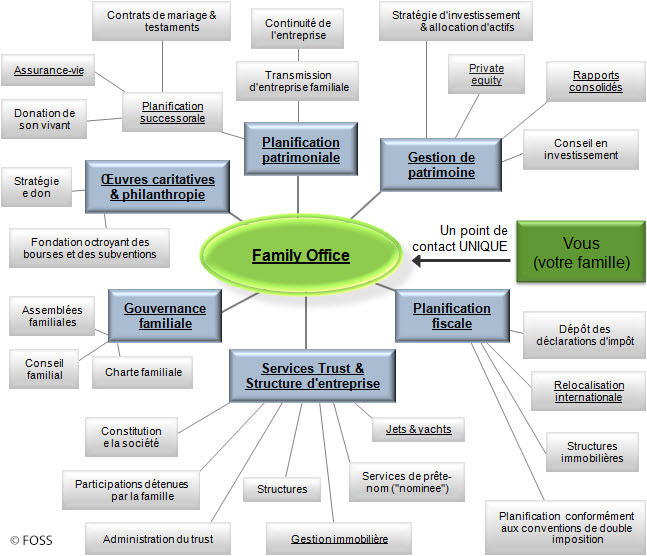
Illustration des services fournis par un family office.

Le concept d'un office familial (family office) a fait son apparition aux États-Unis au cours de la deuxième moitié du XIXe siècle. Des familles telles que les Rockefeller, Whittier et Pitcairn notamment, établirent pour leur compte des structures ad hoc afin de contrôler elles-mêmes certains aspects de la gestion de leur patrimoine. Ainsi naquirent les premiers « single family offices », structures détenues à 100 % par une famille, principalement dirigées par un ou plusieurs de leurs membres et affectées à un éventail de tâches pouvant aller de la gestion de la fortune familiale, l’allocation d'actifs, la supervision d’établissements bancaires, le reporting consolidé, l’attribution de performances à l’optimisation juridique et fiscale du patrimoine, sa dévolution successorale, la prise en charge de services de conciergerie, la politique de philanthropie ou encore la gestion du parc immobilier de la famille,.
Peu de familles remplissent toutefois les conditions pour justifier de la création de leur propre office familial. Parfois, plusieurs familles se regroupent dans le cadre d’un office multi-familial (« multi family office »). Quel que soit le mode d’organisation choisi (office familial simple ou multi-familial ou simple suivi par un homme de confiance), nombre de familles choisissent de confier une ou plusieurs des missions sus-mentionnées à une équipe de spécialistes, externe à la famille, offrant de tels services d'un office familial. Certaines sociétés choisissent d’offrir un office multi-familial à leurs clients après l’avoir testé auprès de la famille fondatrice de l’entreprise notamment lors de la transmission aux nouvelles générations.

## Missions
Les services d'un office familial ont pour objectif de :
- contrôler les actifs afin de les pérenniser,
- préserver l’harmonie familiale,
- garantir la conservation des intérêts patrimoniaux de la famille,
- transmettre la fortune à la génération suivante.

C'est la raison pour laquelle un réel multi family office est rémunéré uniquement en honoraires, et à 100% par ses clients. Pour des raisons évidentes d'indépendance et d'objectivité des conseils, le family office ne peut être rémunéré par des rétrocessions et rétrocommissions versées par des tiers, qui sont le mode de rémunération des conseillers en gestion de patrimoine (CGP) et des banques. S'il en perçoit de manière automatique, il doit les reverser à 100% à ses clients.
Ils permettent aux familles qui souhaitent faire fructifier leur patrimoine de le mettre en adéquation avec leurs projets et d’en organiser la transmission aux générations suivantes. Des spécialistes dédiés œuvrent avec la famille aux côtés de ses interlocuteurs habituels.
Le prestataire de l'office familial ne se substitue pas aux conseillers et aux interlocuteurs habituels (gestionnaires, notaires, avocats, experts-comptables,…) qui connaissent déjà certaines problématiques de la famille. Au contraire, il collabore au quotidien avec eux. Il peut également mettre la famille en relation avec des professionnels avertis afin de répondre à des questions ponctuelles (fiscaliste international, assureur spécialisé, expert en art,…). Il peut aussi recourir aux compétences internes du groupe (allocation stratégique et tactique, coordination d’experts).
Certaines sociétés vont encore plus loin en proposant d’accompagner leurs clients dans la mise en place de projets philanthropiques et projets entrepreneuriaux.
Le terme family office est appliqué à une organisation suivant les intérêts d'une famille ; le multi family office suit les intérêts de plusieurs clients. La différence n'est pas tant dans le nombre de clients que dans la démarche et le but.

## Clients
Les services d'un office familial sont destinés aux familles qui souhaitent maintenir à long terme la valeur de leur patrimoine. Plus précisément, ils concernent celles qui disposent d’un patrimoine complexe par sa nature (entreprise familiale, propriétés foncières, agricoles ou viticoles), sa composition (biens à l’étranger par exemple) ou son ampleur et, surtout, pour lesquelles la cohésion familiale est un objectif à part entière.
La gestion d’un patrimoine complexe nécessite une stratégie sur-mesure pour chaque famille, chaque situation étant particulière.

## Absence de protection du terme Family Office
Le terme « family office » ne fait pas l’objet d’une protection particulière. Il peut donc parfois être utilisé comme un outil marketing par des conseils en gestion de patrimoine (CGP) notamment, mais aussi des banques privées.
Le métier de family officer implique le respect d’un certain nombre de principes, incompatibles avec les métiers de conseil en gestion de patrimoine ou de banquier privé.
S'agissant du multi-family office indépendant, plusieurs points permettent de vérifier si une structure exerce réellement ce métier. Notamment, la rémunération exclusivement en honoraires acquittés par le client (absence totale de commissions ou avantages quelconques reversés par des tiers), le fait d'être membre de l’Association Française du Family Office (AFFO) et signataire de sa charte qui constituent un label de reconnaissance, ou encore la présence dans le classement du magazine Décideurs (dans la catégorie « Multi-Family office indépendant » et non la catégorie « Conseiller en gestion de patrimoine »).